# اکاریگوا
اکاریگوا (به اسپانیایی: Acarigua) در ونزوئلا است که در portuguesa state واقع شده‌است.

## خصوصیات
اکاریگوا ۱۷۵ کیلومترمربع مساحت و ۲۰۳٬۳۵۸ نفر جمعیت دارد و ۱۹۵ متر بالاتر از سطح دریا واقع شده‌است.